# Poecilopharis speiseri
Poecilopharis speiseri är en skalbaggsart som beskrevs av Heller 1916. Poecilopharis speiseri ingår i släktet Poecilopharis och familjen Cetoniidae. Inga underarter finns listade i Catalogue of Life.